# Raffaellino del Colle
Raffaellino del Colle ou dal Colle dit Raffaellino (Il Colle de Borgo Sansepolcro en Toscane, vers 1494/1497 -17 novembre 1566) est un peintre italien maniériste, qui a été actif surtout en Toscane,  Ombrie et dans les Marches.

## Biographie
Raffaello del Colle, dit « Raffaellino  » de son vrai nom  Raffaello di Michelangelo di Francesco est né probablement à Colle di Borgo Sansepolcro, à une date comprise entre 1494 et 1497, car son nom n'apparaît pas dans les registres de baptême locaux, où sont mentionnés ses frères et sœurs. Entre 1478 et 1493, six enfants de Michelangelo del Colle sont baptisés à Sansepolcro et un autre en 1500. Dans les manuscrits, il y a une lacune entre 1494 et 1497 et la naissance de Raffaellino remonte probablement à ces années-là. Le nom de sa mère n'est pas connu.
À Sansepolcro, l'indication « del Colle » est devenue le nom de famille du peintre et de sa famille, tandis qu'ailleurs, il était  appelé « dal Borgo ». Le diminutif Raffaellino fut utilisé pour la première fois au XVIIe siècle dans un texte dans lequel était également mentionné   Raffaello Sanzio, dans le but de distinguer les deux artistes.
Après avoir complété sa première formation auprès de Giovanni di Pietro à Pérouse, Raffaellino est documenté comme un « maître indépendant » en  1518-1519, lorsqu'il décore un tabernacle perdu pour la Misericordia de Sansepolcro. Peu de temps après, il s'installe à Rome et entre dans l'atelier de  Raphaël et l'assiste à la Villa Farnesina et au Vatican.
Après la mort de Raphaël, Raffaellino travaille sous les ordres de  Giulio Romano dans la Sala di Constantino du Vatican.
Après le sac de Rome de 1527, comme beaucoup de peintres de l'atelier de Romano et de la communauté artistique, lui et d'autres artistes se dispersent dans toute l'Italie, la plupart retournant dans leur ville d'origine. Rafaellino va à Città di Castello, en Ombrie, petite ville proche de son lieu de naissance, où il peint plusieurs retables pour les églises locales, qui sont  dans les musées locaux. Il travailla également à Borgo Sansepolcro, près de sa ville natale.
Raffaellino travaille à Urbino de 1539 à 1543, avec Girolamo Genga décorant la Camera dei Semibusti, la Sala della Calunni, et, à Pesaro, l'Atelier d'Hercules de la Villa Imperiale, pour Francesco Maria della Rovere, duc d'Urbino. En 1540, il travaille à Pérouse à la Rocca Paolina.
En 1536, Vasari lui commande des décorations éphémères pour les rues à l'occasion de l'entrée de Charles V à Florence.
Raffaellino fit son testament le 21 octobre 1564 à Sansepolcro, où il mourut le 17 novembre 1566 et enterré dans l'église San Giovanni.
Giovanni De Vecchi ert Benedetto Nucci ont été de ses élèves.

## Œuvres

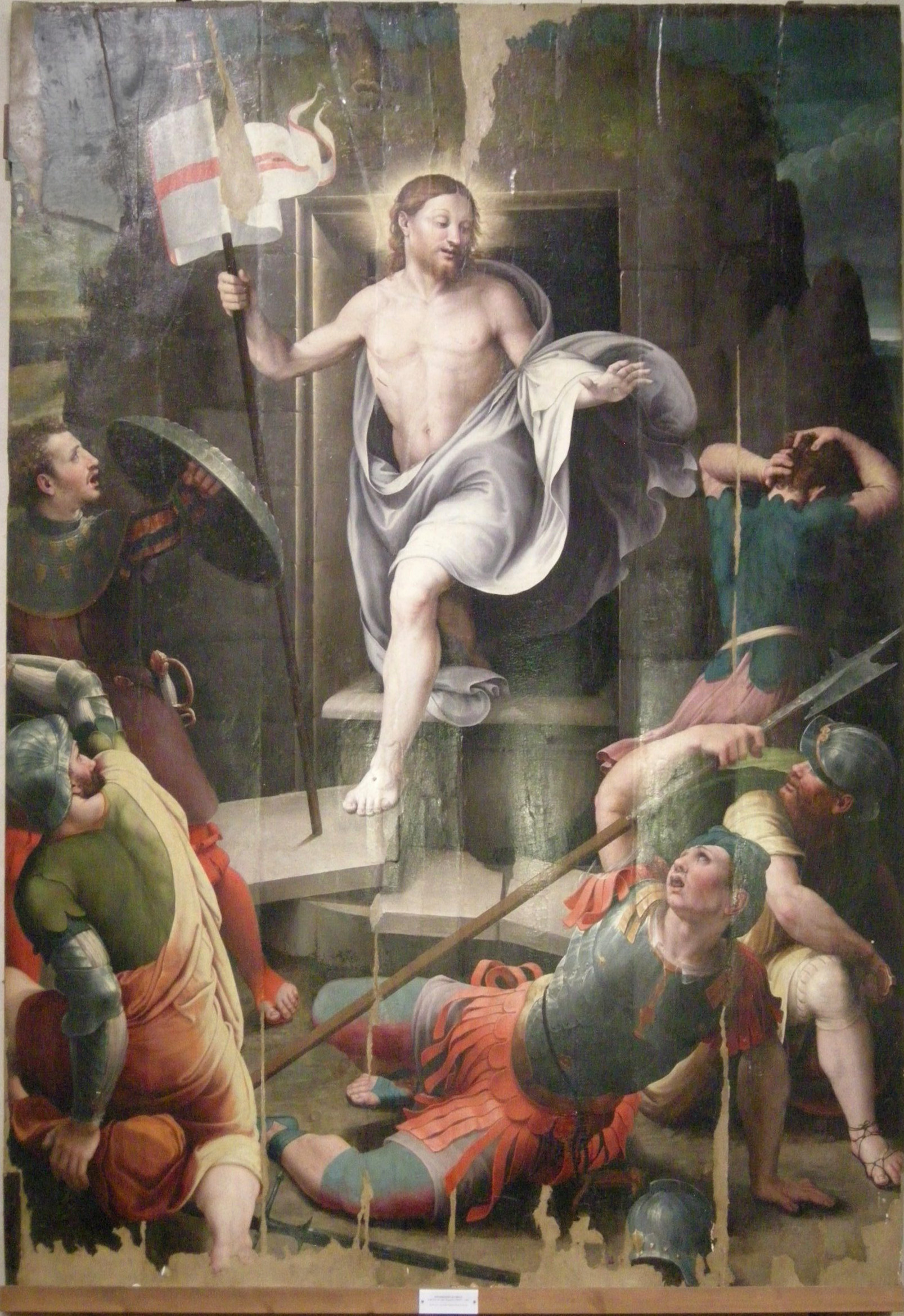
Résurrection du Christ, Dôme de Sansepolcro.

- Immaculée conception, Pieve Collegiata, Mercatello sul Metauro,
- Martyre de Saint Sébastien, fresque, Pieve Santa Maria, Pietralunga,
- Sacra Famiglia con Sant’Elisabetta e San Giovannino, huile sur bois, 118 × 92 cm,
- Tête De Femme,
- Adorazione dei pastori (1539-1540), retable 245 × 170 cm, église san Pietro, chapelle saint Benoît, Gubbio,
- San Benedetto accoglie il suo allievo san Mauro presentato dal padre, fresque, église san Pietro, Gubbio,
- San Bernardo e il miracolo della lattazione e matrimonio mistico di santa Caterina da Siena, retable, 134 × 106,5 cm, Statens Museum for Kunst, Danemark,
- Angelo annunciante, peinture, Odon Wagner Gallery, Toronto,
- Resurrezione di Cristo, predelle, Princeton University Art Museum, Princeton,
- Madonna con Bambino e san Giovannino, peinture, Musée des beaux-arts, Dijon,
- Madonna con Bambino e san Giovannino, The Walters Art Museum, Baltimore,
- Madonna con Bambino e san Giovannino, Galleria Borghese, Rome,
- Sant'Agostino, san Domenico e san Francesco d'Assisi in adorazione della Madonna con Bambino in gloria tra san Giacomo Maggiore e san Filippo (1563), retable, Oratorio della Confraternita Disciplinata di San Agostino, Pérouse,

Fresques, Palais Rondanini Aldobrandini, Rome
- Storie della famiglia Farnese,
- Figure allegoriche,
- Fregi con putti,
- Frutta e mascheroni,
- Impresa di Paolo III Farnese,

Musée Civique, Sansepolcro
- Couronnement de la Vierge (1527), retabele,
- San Leone Magno benedicente, fresque détachée,

Pinacothèque, Città di Castello
- Presentazione di Gesù al Tempio,
- Presentazione della Vergine al Tempio,
- Annonciazione, retable
- Apparizione di Cristo risorto alla Madonna, peinture sur bois,
- Cena in Emmaus, peinture sur bois,
- Resurrezione di Cristo, compartiment de predelle,
- Noli me tangere, compartiment de predelle,
- Discesa di Cristo al limbo, compartiment de predelle,
- Assunzione della Madonna, retable,
- Deposizione di Cristo dalla croce, retable,
- Angelo con corona di spine,
- Angelo con lancia,
- Angelo con croce,

Fresques, (1530-1538), Oratorio del Corpus Domini, Urbania
- Sibilla Agrippa,
- Sibilla Persica,
- Sibilla Libica,
- Sibilla Lucana,
- Sibilla Samia,
- Profeta,
- Sacra Famiglia con san Giovannino, sant'Elisabetta e angeli,
- Dio Padre e angeli,
- Putti,
- Corteo marino,
- Amos,
- Isaïe,

Peintures, (1530-1538), Oratorio del Corpus Domini, Urbania
- Cristo risorto tra angeli con strumenti della Passione,
- Sacra Famiglia e angeli

Fresques de la Salle de la Calomnie, Villa Impériale, Pesaro
- La Calomnie d’après Apelle
- L’apothéose de l’innocent en présence d’une déesse bienfaisante et entre l’Abondance et la Paix incendiant les armes,
- les trois Vertus Théologales,(Espérance, Foi, Charité)
- Diane d’Éphèse.

Fresque de la Salle du Serment, Villa Imperiale, Pesaro
- Les Troupes fidèles à Francesco Maria Ier prêtant serment de fidélité au duc à Sermide.

### Conservation
- Museo Civico di Sansepolcro
- Pinacothèque communale de Città di Castello